# 麻央侑希
麻央 侑希（まお ゆうき、12月13日 - ）は、日本の女優。元宝塚歌劇団星組の男役スター。
神奈川県横浜市、成城学園高等学校出身。身長176cm。血液型O型。
愛称は「まお」、「まおちゃん」、「まおくん」、「まおまお」、「ゆっこちゃん」。

## 来歴
2006年、宝塚音楽学校入学。
2008年、宝塚歌劇団に94期生として入団。入団時の成績は28番。月組公演「ME AND MY GIRL」で初舞台。その後、星組に配属。
2009年の阪急阪神初詣ポスターモデルに起用される。
2011年のショー「ノバ・ボサ・ノバ」で新人公演初主演。
2014年の「The Lost Glory」で2度目の新人公演主演。続く「アルカサル」で、十碧れいやとバウホール公演ダブル主演。
2019年10月13日、紅ゆずる・綺咲愛里トップコンビ退団公演となる「GOD OF STARS／エクレール ブリアン」東京公演千秋楽をもって、宝塚歌劇団を退団。
退団後は舞台を中心に活動している。2024年12月よりオフィス・メイに所属。

## 人物
祖父は野球評論家の広岡達朗。伯祖父は元野球選手の広岡富夫。
4歳からクラシックバレエを習い始め、中学2年まで器械体操の教室に通っていた。中学時代は陸上部に所属し、100メートルハードルで世田谷区で3位になったことがある。
高校生の時にジャズダンスを習い始めるが、宝塚OGであった講師に宝塚を受験することを強く勧められた。漠然とショービジネスの世界への憧れを持っていたが、同じ高校の同級生だった蘭乃はな・すみれ乃麗姉妹が音楽学校に入学したことで、「そんな世界もあるんだ」と知ったという。高校3年の時に、初めて東京宝塚劇場で星組公演「長崎しぐれ坂／ソウル・オブ・シバ!!」を観劇し、宝塚受験を決意した。
両親には宝塚受験を強く反対され、受験会場の兵庫にも1人で赴いたため、合格後の手続きには、同じジャズタンス教室出身の煌月爽矢の母親に付き添ってもらった。音楽学校入学後もなお両親から宝塚入りを反対されていたが、文化祭の演劇で主役を演じたことから徐々に認めてくれるようになり、その後は宝塚の大ファンとして応援してくれるようになった。
芸名は、本名とそれに合う漢字を名前辞典から探し、画数を考慮して決めた。

## 宝塚歌劇団時代の主な舞台

### 初舞台
- 2008年3 - 5月、月組『ME AND MY GIRL』（宝塚大劇場のみ）

### 星組時代
- 2008年6 - 10月、『THE SCARLET PIMPERNEL（スカーレット ピンパーネル）』 - 新人公演：ハル（本役：壱城あずさ）
- 2008年11月、『ブエノスアイレスの風』（日本青年館・バウホール） - 警官
- 2009年2 - 4月、『My dear New Orleans（マイ ディア ニュー オリンズ）』 - 新人公演：新聞売り少年のレッドヘッド・ウィル（本役：碧海りま）／ジョー・コールマン（本役：真風涼帆）『ア ビヤント』
- 2009年6 - 9月、『太王四神記 Ver.II』 - 新人公演：ヨン・ホゲ（本役：凰稀かなめ）
- 2009年10 - 11月、『再会』『ソウル・オブ・シバ!!』（全国ツアー）
- 2010年1 - 3月、『ハプスブルクの宝剣』 - サムソン、新人公演：グレゴール・バチャーニ（本役：夢乃聖夏）『BOLERO』
- 2010年5月、『リラの壁の囚人たち』（バウホール・日本青年館） - ルネ
- 2010年8月、『摩天楼狂詩曲（ニューヨークラプソディー）～君に歌う愛～』（バウホール） - ジョセフ・ワイマン
- 2010年10 - 12月、『宝塚花の踊り絵巻』『愛と青春の旅だち』 - 新人公演：ぺリマン（本役：涼紫央）[3]
- 2011年2月、『愛するには短すぎる』 - デイブ・キャシディ『ル・ポァゾン 愛の媚薬II』（中日劇場）
- 2011年4 - 7月、『ノバ・ボサ・ノバ』 - ドアボーイ、新人公演：ソール（本役：柚希礼音）『めぐり会いは再び』 - アルタイル 新人公演初主演[9][2][10][3]
- 2011年8 - 9月、『ランスロット』（バウホール） - ガウェイン
- 2011年11 - 2012年2月、『オーシャンズ11』 - ディック、新人公演：リビングストン・デル（本役：美弥るりか）
- 2012年3月、『天使のはしご』（日本青年館・バウホール） - デニー
- 2012年5 - 8月、『ダンサ セレナータ』 - サルヴァドール、新人公演：ジョゼ（本役：涼紫央）『Celebrity』
- 2012年9月、『琥珀色の雨にぬれて』 - ピエール／ダンサー『Celebrity』（全国ツアー）
- 2012年11 - 2013年2月、『宝塚ジャポニズム～序破急～』『めぐり会いは再び 2nd～Star Bride～』 - ルナール、新人公演：エルモクラート・オズウェル・マーキス（本役：真風涼帆）『Étoile de TAKARAZUKA（エトワール ド タカラヅカ）』 - ブランファム／ヴァルゴオムA／プティタミ、新人公演：エトワールオムA、ヴァルゴオムS3、エトワールギャルソンA（本役：真風涼帆）／アクエリアスオムA（本役：紅ゆずる）／ヘラクレス（本役：柚希礼音）[3]
- 2013年3 - 4月、『南太平洋』（ドラマシティ・日本青年館） - ハミルトン・スティーブス／バズ・アダムス[3]
- 2013年5 - 8月、『ロミオとジュリエット』 - 死[注釈 1]、新人公演：ティボルト（本役：紅ゆずる／真風涼帆）
- 2013年9 - 10月、柚希礼音スペシャル・ライブ『REON!!II』（東京国際フォーラム・博多座）
- 2014年1 - 3月、『眠らない男・ナポレオン-愛と栄光の涯（はて）に-』 - アレクサンドル1世、新人公演：ミュラ（本役：真風涼帆）
- 2014年5 - 6月、『太陽王～ル・ロワ・ソレイユ～』（東急シアターオーブ） - テュレンヌ
- 2014年7 - 10月、『The Lost Glory -美しき幻影-』 - マイケル、新人公演：オットー・ゴールドスタイン（本役：轟悠）『パッショネイト宝塚!』 新人公演主演[10]
- 2014年12月、『アルカサル～王城～』（バウホール） - ドン・ペドロ バウW主演[11]
- 2015年2 - 5月、『黒豹（くろひょう）の如（ごと）く』 - フリオ、新人公演：ビクトル・デ・アラルコン公爵（本役：紅ゆずる）『Dear DIAMOND!!』
- 2015年6 - 7月、『大海賊』 - ロックウェル『Amour それは…』（全国ツアー）
- 2015年8 - 11月、『ガイズ&ドールズ』 - ラスティー・チャーリー
- 2016年1月、『LOVE & DREAM』（東京国際フォーラム・梅田芸術劇場）
- 2016年3 - 6月、『こうもり』 - ポロニウム『THE ENTERTAINER!』
- 2016年6月、『Bow Singing Workshop～星～』（バウホール）
- 2016年8 - 11月、『桜華に舞え』 - 犬養毅『ロマンス!! (Romance)』
- 2017年1月、『燃ゆる風-軍師・竹中半兵衛-』（バウホール） - 織田信長
- 2017年3 - 6月、『THE SCARLET PIMPERNEL（スカーレット ピンパーネル）』 - エルトン
- 2017年7 - 8月、『オーム・シャンティ・オーム-恋する輪廻-』（梅田芸術劇場） - パップ―
- 2017年9 - 12月、『ベルリン、わが愛』 - エヴァルト・シュナイダー『Bouquet de TAKARAZUKA（ブーケ ド タカラヅカ）』
- 2018年2月、『ドクトル・ジバゴ』（ドラマシティ・TBS赤坂ACTシアター） - ガリューリン少尉
- 2018年4 - 7月、『ANOTHER WORLD』 - 青鬼青次郎『Killer Rouge（キラー ルージュ）』
- 2018年8 - 11月、『Thunderbolt Fantasy（サンダーボルト ファンタジー）東離劍遊紀（とうりけんゆうき）』 - 殺無生（セツムショウ）『Killer Rouge／星秀☆煌紅』（梅田芸術劇場・日本青年館・國家戯劇院・高雄市文化中心至徳堂）
- 2019年1 - 3月、『霧深きエルベのほとり』 - オリバー『ESTRELLAS（エストレ―ジャス）～星たち～』
- 2019年5月、『鎌足-夢のまほろば、大和（やまと）し美（うるわ）し-』（ドラマシティ・日本青年館） - 巨勢徳太
- 2019年7 - 10月、『GOD OF STARS -食聖-』 - マオ『Éclair Brillant（エクレール ブリアン）』 退団公演[12]

### 出演イベント
- 2011年11月、第51回『宝塚舞踊会』[3]
- 2011年12月、タカラヅカスペシャル2011『明日に架ける夢』
- 2012年12月、タカラヅカスペシャル2012『ザ・スターズ!～プレ・プレ・センテニアル～』
- 2014年12月、タカラヅカスペシャル2014『Thank you for 100 years』
- 2015年12月、タカラヅカスペシャル2015『New Century，Next Dream』
- 2016年12月、タカラヅカスペシャル2016『Music Succession to Next』
- 2018年12月、タカラヅカスペシャル2018『Say! Hey! Show Up!!』

## 宝塚歌劇団退団後の主な活動

### 舞台
- 舞台『ル・シッド』（2021年7月21日 - 25日、あうるすぽっと） - ドン・サンシュ 役[13]
- 舞台「夜明けのうた」（2022年1月13日 - 16日、さくらホール） - 緑川典子 役[14]
- BUNNY GIRL～十人兎色～（2022年8月31日 - 9月4日、六行会ホール） - 松岡麗 役[注釈 2][15]
- 舞台『刀剣乱舞』禺伝 矛盾源氏物語（2023年2月4日 - 12日、TOKYO DOME CITY HALL / 2月16日 - 19日、オリックス劇場） - 山鳥毛 役[16]
  - 舞台『刀剣乱舞』禺伝 矛盾源氏物語〜再演〜（2026年2月 - 3月〈予定〉、東京・大阪・福岡）[17]
- APOCADENZA -アポカデンツァ-（2024年10月24日 - 27日、新宿村LIVE） - ワタタツミ 役[18][19]
- 舞台『白豚貴族ですが前世の記憶が生えたのでひよこな弟育てます 2025』（2025年7月2日 - 11日、中目黒キンケロ・シアター） - アレクセイ・ロマノフ 役

### CM
WEBCM
- 「やかんの麦茶」もうひとつのクレヨンしんちゃん 第4話「園長先生とズンバだゾ！」篇 - ズンバの先生 役

## その他出演
- 2008年、ゲーム「メタルギアソリッド4 ガンズ・オブ・ザ・パトリオット」のナオミ・ハンター、ローズマリー、ビッグ・ママ、スクリーミング・マンティスのモーションを担当（スクリーミング・マンティスは声も兼任）。
- 2009年、『阪急阪神』初詣ポスターモデル[7][8]
- 2011年、アシックス『BC WALKER』[20][3]